# Albert Giraud
Albert Giraud (Lovanio, 23 giugno 1860 – Schaerbeek, 26 dicembre 1929) è stato un poeta belga.

## Biografia
Giraud nacque a Lovanio, in Belgio. Studiò legge presso l'Università di Lovanio. Lasciò l'università senza ottenere la laurea e iniziò a frequentare giornalismo e poesia. Nel 1885, Giraud divenne un membro di La Jeune Belgique, un movimento letterario nazionalista belga che si incontrò al Café Sésino a Bruxelles. Giraud divenne capo bibliotecario del Ministero degli Interni del Belgio.
Tra i suoi lavori pubblicati ricordiamo Pierrot lunaire: Rondels bergamasques (1884), un ciclo di poesie basato sulla figura della commedia dell'arte di Pierrot, e La Guirlande des Dieux (1910). Il compositore Arnold Schönberg creò una versione in lingua tedesca (tradotta da Otto Erich Hartleben) delle selezioni dal suo Pierrot Lunaire.

## Opere
- Pierrot lunaire: Rondels bergamasques (1884)
- Hors du Siècle (scritto 1885 e 1897)
- Le concert dans la musée (1921)
- Le Miroir caché (sonetto) (1921)